# سيدريك منساه
سيدريك منساه (بالفرنسية: Cédric Mensah)‏ (مواليد 6 مارس 1989 في مارسيليا) هو لاعب كرة قدم توغولي محترف، يلعب لصالح نادي لومان.

## مسيرته مع الأندية
لعب سيدريك في مارسيليا لأندية درجات منخفضة مثل سينت أنتوني جي إس وسينت أنتوني إس إيه وكايلولايس ومارسيليا إندومي. وفي عمر الرابعة عشر، انتقل إلى جيروندان بوردو وكان الحارس الثالث للفريق في مباراة واحدة من موسم 2006–07. رحل بعد ذلك عن جيروندان بوردو في يوليو 2007 ووقّع عقدًا مع نادي ليل حيث كان بين الصف الثالث، وفي 3 أغسطس 2008 وقّع عقدًا مع باريس. لعب مباراتين فقط في أول موسم له مع الفريق. فسخ سيدريك عقده مع باريس يوم 15 أكتوبر 2009. وبعد عام بدون نادي، انضم لصفوف أولمبيك مارسيليا ولعب مع الفريق الاحتياطي.

## مسيرته الدولية

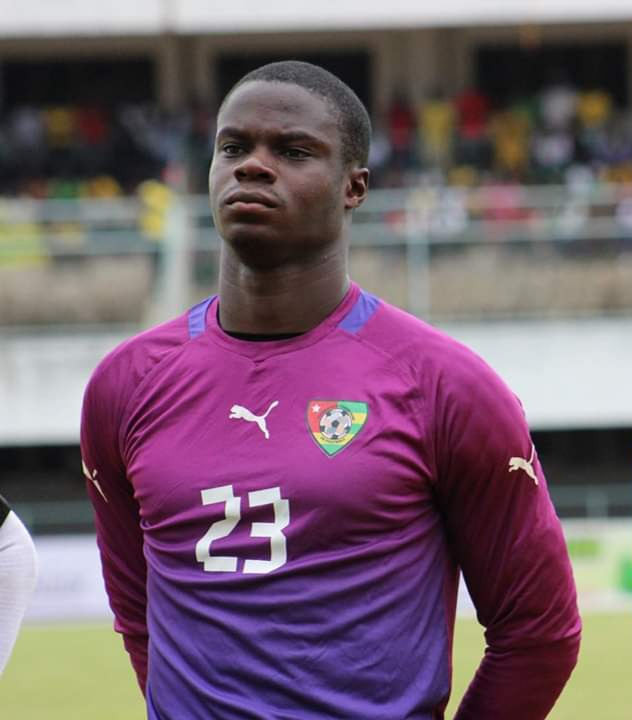
سيدريك منساه

يلعب سيدريك على مستوى المنتخبات مع توغو، وخاض أولى مبارياته معهم يوم 1 يونيو 2008 أمام زامبيا.

## روابط خارجية
- Profile at Weltfussball
- Foot National Stats
- سيدريك منساه على موقع الاتحاد الدولي (مؤرشف)  (الإنجليزية)
- سيدريك منساه على موقع قاعدة بيانات كرة القدم.إي يو (الإنجليزية)
- سيدريك منساه على موقع ليكيب (الفرنسية)
- سيدريك منساه على موقع ناشيونال فوتبول تيمز (الإنجليزية)
- سيدريك منساه على موقع Soccerway.com (الإنجليزية)
- سيدريك منساه على موقع عالم كرة القدم.نت (الإنجليزية)
- سيدريك منساه على موقع GSA (الإنجليزية)
- Football: la fiche de Cédric Mensah
- Profile at Soccerway